# Xiphosura
Xiphosura é uma ordem de artrópodes merostomados das águas rasas asiáticas e da América do Norte. Apresentam um corpo divido em prossoma e opistossoma com carapaça arqueada em forma de ferradura e pernas com sete artículos (coxa, trocanter, fêmur, patela, tíbia, tarso e pré-tarso).

## Introdução
Límulos, caranguejos-ferradura. Considerados fósseis vivos, as cinco espécies de Xiphosura pertencem a três gêneros geograficamente distintos, todos incluídos na família Limulidae. Nordeste da América do norte; Limulus (L. polyphemus) e no sudeste da Ásia; Tachypleus (T. tridentatus)  e Carcinoscorpius coletado apenas na Malásia, no Sião e nas Filipinas. Habitam águas marinhas rasa, geralmente sobre fundos arenosos límpidos onde rastejam e se enterram se alimentando de detritos.

## Características
O prossoma, maior do que o opistossoma, é composto por seis segmentos fusionados, que são constituídos por seis apêndices, sendo eles: 5 pernas e uma quelícera triarticulada. Entre as pernas do prossoma está localizado o espaço bucal, que atrás do mesmo está o endóstomio, também denominado de placa esternal, que é continuo até os quilários, par de apêndices reduzidos seguinte ao último par de pernas com função ainda não conhecida.
Opistossoma composto por 9 segmentos fundidos e 7 apêndices, que como o prossoma tem uma carapaça recobrindo-o, com um par de quilários, seis pares de apêndices laminares, sendo o primeiro par fundido medianamente e formando um opérculo genital sobre os gonóporos, e os últimos cinco pares natatórias, adaptadas com patas braquíferas (ou lamelas branquiais).
Seguinte ao opistossoma, situa-se o télson, uma estrutura móvel e extensa que pode chegar a uma tamanho maior que o restante do corpo de um xifosuro. Apesar do formato semelhante a espinho, o télson não é utilizado contra predados ou para capturar presas, sendo ausente de veneno e funcional para locomoção.
Pedipalpos e pernas com quelas, IV par de pernas chanfrado na posição distal para apoio em substratos moles. Possuem gnatobases nos ênditos da coxas dos pedipalpos e dos três primeiros pares de pernas. E flabelos para limpeza das brânquias partindo das coxas do IV par de pernas.
Os límulos costumam migrar em grande quantidade para as praias próximas durante a época de acasalamento. As fêmeas depositam seus ovos, que variam entre 60 mil a 120 mil ovos, em buracos cavados por elas, quais são fertilizados pelos machos posteriormente. Em média de duas semanas após a fertilização, esses ovos eclodem e as larvas seguem em direção ao mar, quando sobrevivem a predação, principalmente as realizadas por pássaros.
Uma característica marcante do grupo é a coloração azul do sangue. Essa ocorrência é devido a presença da proteína hemocianina que possui cobre na composição, que na combinação com oxigênio carregado pela célula gera a colação azul no sangue dos límulos.
Os Limulus possui um sangue de grande valor para a industria farmacêutica, pois é usado na detecção de endotoxinas bacterianas. O sangue do Limulus coagula quando entra em contato com as endotoxinas liberadas pelas bactérias, essas endotoxinas são substâncias tóxicas ao serem humanos, devido isso o grande valor econômico.

## Classificação
A concepção antiga, incluindo a subordem fóssil Synziphosurida, foi considerada parafilética em relação aos aracnídeos. Alguns géneros desta subordem são agora colocados dentro de Planaterga, com Arachnida e Eurypterida, e outros como simples Chelicerata. A classificação mais moderna do grupo, separando os Limulidae modernos, é a seguinte:
- † Kasibelinurus Pickett, 1993
- ? † Maldybulakia Tesakov & Alekseev, 1998
- † Willwerathia Størmer, 1969
- Ordem Xiphosurida Latreille, 1802 :
  - † Lunataspis Rudkin, Young & Nowlan, 2008[5]
  - Subordem †Bellinurina Zittel & Eastman, 1913 :
    - Família †Bellinuridae Zittel & Eastman, 1913 :
      - † Bellinurus Pictet, 1846

    - Família †Euproopidae Eller, 1938 :
      - † Euproops Meek and Worthen, 1868
      - † Liomesaspis Raymond ,1944

  - Subordem Limulina Richter & Richter, 1929 :
    - † Paleolimulus Dunbar, 1923
    - † Rolfeia Waterston, 1985
    - † Xaniopyramis Siveter & Selden, 1987
    - Família Limulidae Leach, 1819 (que inclui todos os táxons extantes)